# Grand Hotel
El Grand Hotel és un edifici modernista situat a la plaça de Weyler, 3 de Palma (Mallorca), declarat bé d'interès cultural pel Ministeri de Cultura el 2003. Des del 1993 allotja un centre cultural de la Fundació La Caixa, CaixaForum Palma.

## Història
Fou projectat el 1903 per l'arquitecte Lluís Domènech i Montaner amb una façana ornamentada amb elements escultòrics d'Alfons Juyol, i les obres foren dirigides per l'arquitecte Joan Alsina i Arús.

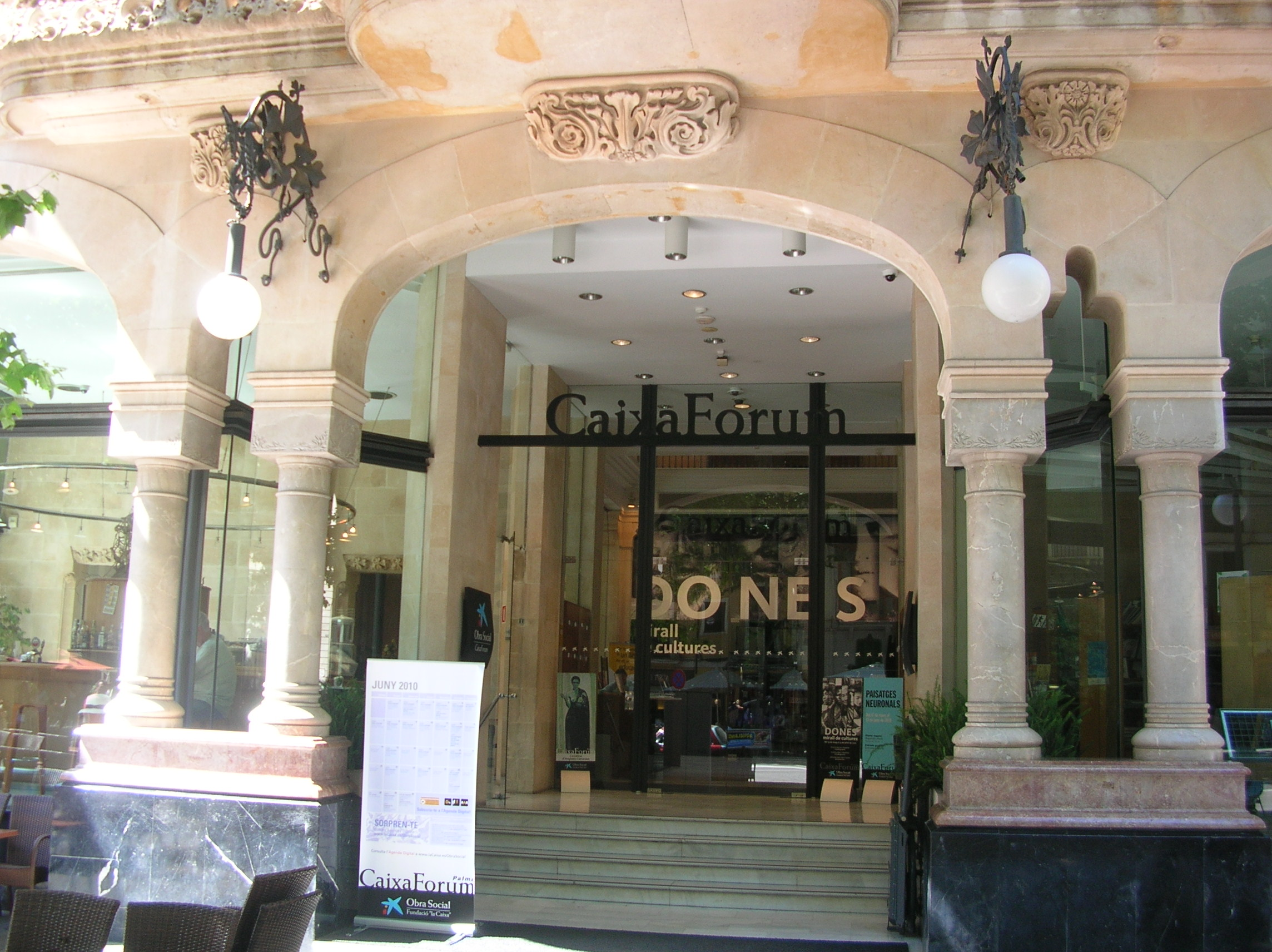
Detall de l'entrada

## Edifici
Bon exemple del modernisme català de principis del segle xx, destaca per l'ús del maó, l’estuc i la pedra, com també de la ceràmica vidrada i el ferro forjat: una gran combinació de diverses tècniques i materials artesanals que s'integren en l’arquitectura característica de l’època. Detalls de caràcter oriental conviuen amb d'altres d’estètica historicista d’inspiració gòtica en una façana en què dominen els capitells decorats amb motius florals i les característiques rajoles policromades que la coronen.
Destaca la solució de la cantonada, amb balcons rodons per a aconseguir una sensació de continuïtat entre les façanes. A més, cal destacar la importància de les obertures, especialment les de la planta baixa: els arcs amb finestrals que proporcionen sensació de continuïtat entre l’interior i l’exterior.